# 安哈尔特公国
安哈尔特公国（德語：Herzogtum Anhalt），或稱為安哈尔特親王国，是在安哈尔特-克滕和安哈尔特-贝恩堡的支系先后绝嗣的基础上，各公国重新并入安哈尔特-德绍，并改称为安哈尔特公国。在普奥战争中，安哈尔特公国支持普鲁士。在一战后，公爵约阿希姆·恩斯特被推翻，并宣布退位。安哈尔特公国於1918年并入魏玛共和国并成为安哈爾特自由邦。